# Virginia Da Brescia
Virginia Da Brescia, all'anagrafe Virginia Abrescia (Taranto, 23 aprile 1936 – Napoli, 17 dicembre 2017), è stata una cantante e attrice italiana.

## Biografia
La cantante debutta giovanissima durante il periodo bellico con l'orchestra Paolillo a Radio Bari. Trasferitasi a Napoli, inizia ad esibirsi al Teatro Apollo finché nel 1953 debutta nella rivista di Totò "Comme se fanno 'e canzone" con Tina De Paolis e Gabriele Vanorio. Nel 1954 partecipa alla Piedigrotta La Canzonetta con il motivo Mariuolo d'ammore, l'anno seguente firma un contratto con l'etichetta discografica Vis Radio e partecipa alla Piedigrotta Rendine interpretando le canzoni Tammurriatella gelosa e Chiagne nu mandulino. Nel 1956 ritorna alla Piedigrotta Rendine dove propone con successo Sciore 'e passione, Carruzzella mia... fa tu e Mangiateve 'o cocco. Nello stesso periodo, continua ad incidere brani tratti dal Festival di Napoli e dalla Piedigrotta. Nel 1960 cambia etichetta discografica passando alla neonata Arcobaleno di Cesare Ruggiero. Con la suddetta etichetta discografica partecipa nel 1962 al Gran Festival di Piedigrotta dove propone il motivo È bello comm'a me in abbinamento con Mariolino. Nello stesso anno è nel cast della Barca d'Oro, la due giorni della canzone italiana e napoletana organizzata dal mensile L'Eco della Ribalta, dove esegue i motivi Evera 'e mare ed Estasi. Nel 1963 prende parte alla seconda edizione del Festival Città di Ercolano dove, in abbinamento con Alberto Berri, interpreta il brano Accattateve 'e viole. Nel 64 partecipa nuovamente alla Barca d'Oro per eseguire le canzoni E mò addò jammo, Serate e canzoni e Ciccio Quaglia, in abbinamento con Antonio Maisto e Angela Serra. Dopo aver inciso alcuni classici napoletani passa all'etichetta Zeus con la quale, nel 1965, partecipa alla Piedigrottissima, storica sfilata di canzoni dal '700 al '900 presentata da Peppino De Filippo.
Sempre nel 1965 partecipa al 13º Festival della Canzone Napoletana, dove interpreta il brano So' fatta accussì di Paliotti e Palmieri, eseguito in abbinamento con Monica Del Po. L'anno successivo partecipa alla quinta edizione della Barca d'Oro con le canzoni Carezze 'e viento e Rinunzia eseguite nella doppia esecuzione da María Denis. Nel 1967 effettua un ulteriore passaggio discografico firmando per l'etichetta Phonotype Record dei fratelli Esposito, debuttando con il singolo 'E ddoie vendette. In coppia con Aldo Tarantino, invece, gira i maggiori teatri della penisola con la commedia "'O matusa", tratta dalla canzone vincente del 15º Festival di Napoli. Nel 1970 partecipa al concorso "Una canzone per la Piedigrotta 70" con il brano Giuramento. Alla stessa manifestazione ritorna nel 1971 e nel 1974 per eseguire esclusivamente dei classici della canzone napoletana. Accantonata la musica, nella prima metà degli anni settanta recita in teatro in numerose commedie e sceneggiate.
Nel 74 entra nella formazione di Mario Da Vinci portando in scena le sceneggiate di Alberto Sciotti "Eternamente", "Miracolo 'e Natale", "Tanti auguri" e diverse altre. Nel 1978, in occasione della commedia "'O clandestino", la cantante interpreta il brano 'O voglio bene che riscuote un gran successo e che la riporta in sala di incisione dopo un'assenza di circa dieci anni. Per l'occasione registra il 33 giri "Virginia Da Brescia I° volume" che racchiude alcuni dei suoi vecchi successi rielaborati in chiave moderna. Lasciata la formazione di Mario Da Vinci, nel 1987 si dedica al teatro d'autore unendosi alla compagnia di Fulvia Carotenuto e Isa Danieli per interpretare la commedia "Bellavita Carolina". Dal 1994 al 1999 diventa primadonna della compagnia stabile napoletana di Giacomo Rizzo, dopodiché nel 2000 gira l'Italia con la famosa commedia di Eduardo De Filippo "Filumena Marturano", con Isa Danieli e Antonio Casagrande.
Nel 2002, sempre con la Danieli, interpreta la commedia di Friedrich Dürrenmatt "La visita della vecchia signora". Nel 2009 debutta nella commedia di Eduardo Scarpetta "'O miedeco d''e pazze".
Nel 2015 fa il suo debutto come attrice nel film commedia Si accettano miracoli di Alessandro Siani, seguito nel 2016 da L'abbiamo fatta grossa di Carlo Verdone.

## Filmografia
- Si accettano miracoli, regia di Alessandro Siani (2015)
- L'abbiamo fatta grossa, regia di Carlo Verdone (2016)

## Discografia

### 33 giri
- 1978 – Virginia Da Brescia I° volume (Chantal Record, LPCH 002)

### EP
- 1956 – La spagnola/'A frangesa/Lily Kangy/'A cura 'e mammà (Vis Radio, Vi.M.Q. 14065)

### 45 giri
- 1960 – La spagnola/'A frangesa (Vis Radio, Vi MQN 36677)
- 1962 – E mmo addo jammo / 'O passapuorto (Arcobaleno QCN 1097)
- 1962 – 'O passapuorto/È bello comm' 'a mme (Arcobaleno AQL 1105)
- 1964 – 'E ppentite/Carcere (Arcobaleno AQL 1264)
- 1965 – So' fatta accussì/'O peccato (Zeus, BE 147)
- 1967 – E ddoie vendette/'O masculo (Phonotype RF 172)
- 1978 – 'O voglio bene/Freva d'ammore (Presence PLP 5111)

### 78 giri
- 1955 – Chiagne nu mandulino/'A lattara (Vis Radio, Vi 5385)
- 1955 – Tammurriatella gelosa/Oggi, dimane, e sempe (Vis Radio, Vi 5386)
- 1955 – 'A lattara/Sciollà (Vis Radio, Vi 5387)
- 1956 – La spagnola/'A frangesa (Vis Radio, Vi 5515)
- 1956 – Lilì Kangy/'A cura 'e mammà (Vis Radio, Vi 5516)
- 1956 – Pota pò/Piccerella (Vis Radio, Vi 5587; lato B con Mario Sandri)
- 1956 – Guaglione/'E rrose do core (Vis Radio, Vi 5602)
- 1956 – Pe sunnà/'O russo e a rossa (Vis Radio, Vi 5606; lato B con Mario Sandri)
- 1956 – Mangiateve 'o cocco/'Ncoppo 'o Vommero (Vis Radio, Vi 5652)
- 1956 – Carruzzella mia... fa tu/T'aggio fatto 'na fattura (Vis Radio, Vi 5653)
- 1956 – Sciore 'e passione/A chi m'aggia spusà (Vis Radio, Vi 5654)
- 1957 – Lariulà (con Gabriele Vanorio)/Luna nova (Vis Radio, Vi 5812)
- 1957 – 'A canzona 'e Vicienzo/Ricciulillo e Ricciulella (Vis Radio, Vi 5913)
- 1957 – Cascatella/'A cinesa (Vis Radio, Vi 5914)